# Clément Sibony
Clément Sibony (Île-de-France, Paris, 1976) é um ator de cinema, de televisão e um comediante de teatro francês.
Clemént interpretou notavelmente gêmeos na produção Les Jumeaux oubliés em 2004 e seu papel atual de maior destaque é em Avril (2006). 
O ator recebeu em 2000 o prêmio St. George por sua performance em L' Envol, do mesmo ano, no qual conheceu a modelo Isabelle Carré, com quem vive na capital francesa.